# 海豐國際
海豐國際控股有限公司，簡稱海豐國際控股，以及海豐國際（英語：SITC International Holdings Company Limited，於1991年5月14日由主席楊紹鵬創立「山东海丰集团有限公司」。
總裁為杨现祥。總部位於中國上海浦東新區張東路1388號第30幢，以及香港灣仔港灣道1號會展廣場辦公大樓22樓2202-2203室。
業務在全球經營领域涉及集装箱班轮运输、货运代理、报关报验、船舶代理、船舶经纪、船舶管理、卡车、拼箱。
該公司股份在2010年10月6日於港交所主板上市。招股價為6.28港元，全球發售為6.5億股，集資額為41億港元。

## 連結
- sitc.com （页面存档备份，存于）